# Chlorochrysa
Chlorochrysa är ett fågelsläkte i familjen tangaror inom ordningen tättingar. Släktet omfattar tre till fyra arter som förekommer i Anderna från Colombia till västra Bolivia:
- Grönskimmertangara (C. phoenicotis)
- Orangeörad tangara (C. calliparaea)
  - "Blåstrupig tangara" (C. [c.] fulgentissima) – urskiljs som egen art av Birdlife International
- Mångfärgad tangara (C. nitidissima)